# ماري بورفيس
ماري بورفيس (من مواليد 24 سبتمبر 1961)، والمعروفة الآن باسم ماري مورغان، هي راكبة دراجات إنجليزية سابقة مثلت بريطانيا العظمى في الألعاب الأولمبية الصيفية لعامي 1992 و1996. فازت ببطولة سباق الطرق الوطنية البريطانية في خمس مناسبات.
تفوقت بورفيس كعداءة في سنوات دراستها، وسجلت أعلى 15 مركزًا في بطولة المدارس الإنجليزية الوطنية عبر الضاحية، لكنها تخلت عن الرياضة بعد تعرضها لإصابة خطيرة في ربلة الساق في سن التاسعة عشرة.
تزوجت بعد ذلك من جون بورفيس، وهو دراج من جزيرة مانكس حصل على المركز الرابع في سباق الطريق في دورة ألعاب الكومنولث 1978. بدأت ماري ركوب الدراجات في البداية في سن 26 عامًا لتحسين لياقتها البدنية، لكنها سرعان ما تقدمت في المنافسة، وحطمت مرتين الرقم القياسي التجريبي لمسافة 10 أميال للسيدات في جزيرة آيل أوف مان في عام 1988. تم اختيارها لتمثيل جزيرة آيل أوف مان في دورة ألعاب الكومنولث 1990. الألعاب، وفي نفس العام فازت بأول لقب لها في سباقات الطرق البريطانية، سيطرت على الحدث في النصف الأول من التسعينيات، وفازت بخمس نسخ من أصل ستة للبطولات الوطنية من عام 1990 إلى عام 1995، وحصلت على لقبها الأخير في عام 1995 على جزيرة مان. لقد احتلت المركز الرابع في سباق الطريق في دورة ألعاب الكومنولث 1994.
أصبحت أول متسابقة بريطانية تفوز بمرحلة من سباق جولة فرنسا النسائية الحديث منذ إنشائها في عام 1984 عندما فازت بمرحلة من سباق 1993، وأعقبتها بفوز آخر بمرحلة أخرى في طبعة 1995.
سجلت بورفيس رقمًا قياسيًا جديدًا للساعة البريطانية في مانشستر فيلودروم في 10 مارس 1995، متغلبة على ماندي جونز السابقة التي سجلت في عام 1981 بأكثر من كيلومترين.
سجلت أفضل نتيجة لها في الألعاب الأولمبية في سباق الطريق في دورة الألعاب الأولمبية عام 1996، عندما احتلت المركز الحادي عشر. تقاعدت من المنافسة الدولية في نفس العام.
في عام 2001، عادت إلى جذورها في ألعاب القوى عندما فازت بالميدالية الذهبية في نصف الماراثون في دورة ألعاب الجزيرة 2001.